# Fideos borrachos
Fideos borrachos (o pad kee mao, pad ki mao o pad kimao  /ˌpæd_kiː_ˈmaʊ/ ;  en tailandés: ผัดขี้เมา [pʰàt kʰîː māw]) es un platillo de fideos salteados muy similar al phat si-io, pero con un sabor ligeramente diferente. En tailandés, khi mao significa borracho. Normalmente se elabora con fideos de arroz ancho, salsa de soya, salsa de pescado, salsa de ostras, ajo, carne, mariscos, chile, vainas de pimienta negra fresca y albahaca, que dan lugar a su distintivo picante. El " arroz frito borracho" o khao phat khi mao es un plato similar.

Una explicación anecdótica para el nombre "fideos borrachos" es que la comida a menudo se consume después de una noche de bebida, preparada con sobras variadas que comúnmente se encuentran a mano e ingredientes básicos. Otra explicación anecdótica es que durante la Guerra de Vietnam, las tropas estadounidenses no pudieron pronunciar el nombre coloquialmente pronunciado para el plato de fideos mixtos que les sonaba como “Borracho”, y así fue como el nombre se hizo popular.

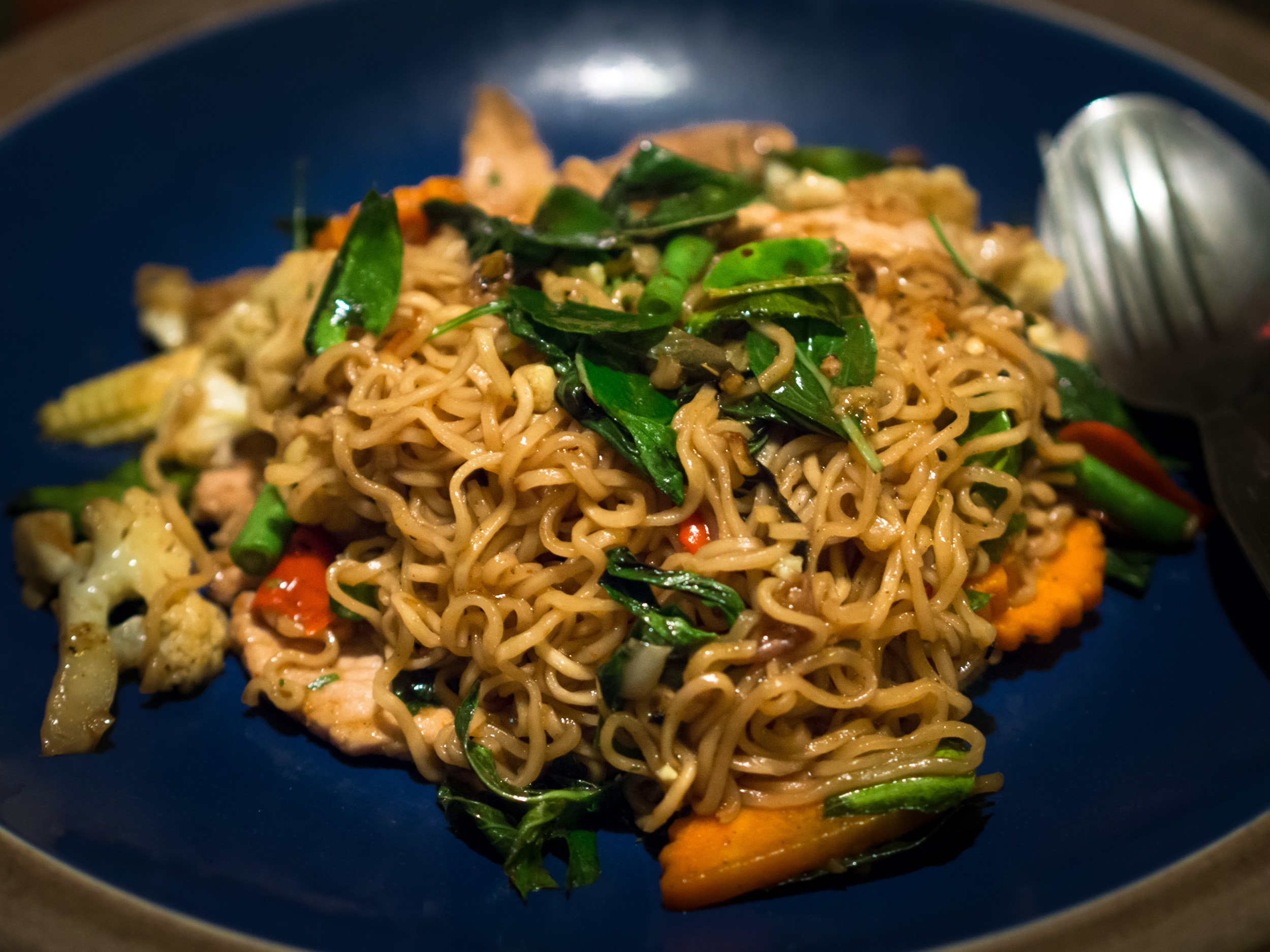
Una variación en la que se utilizan fideos instantáneos.
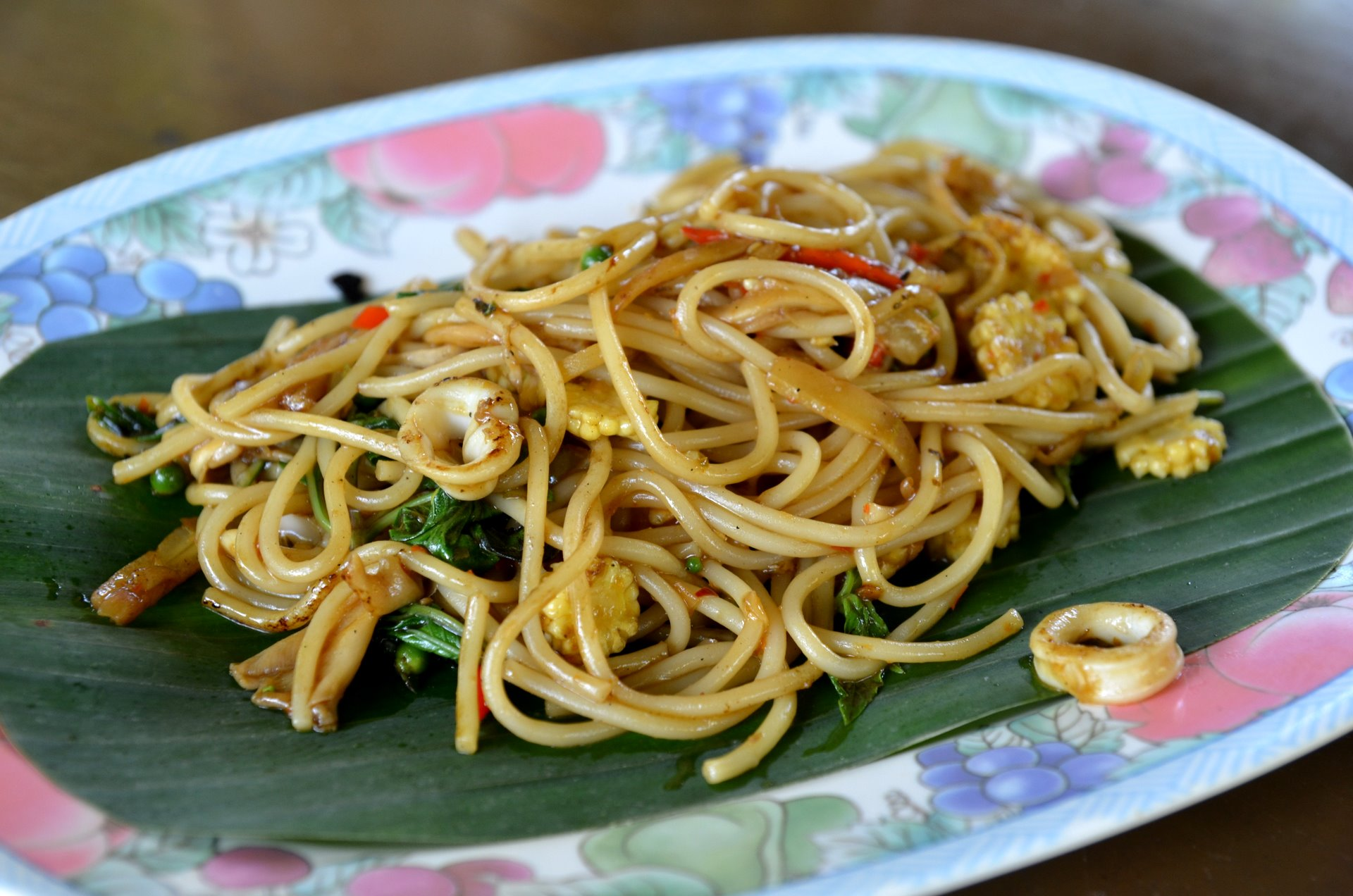
Una versión de fusión tailandesa moderna con espaguetis
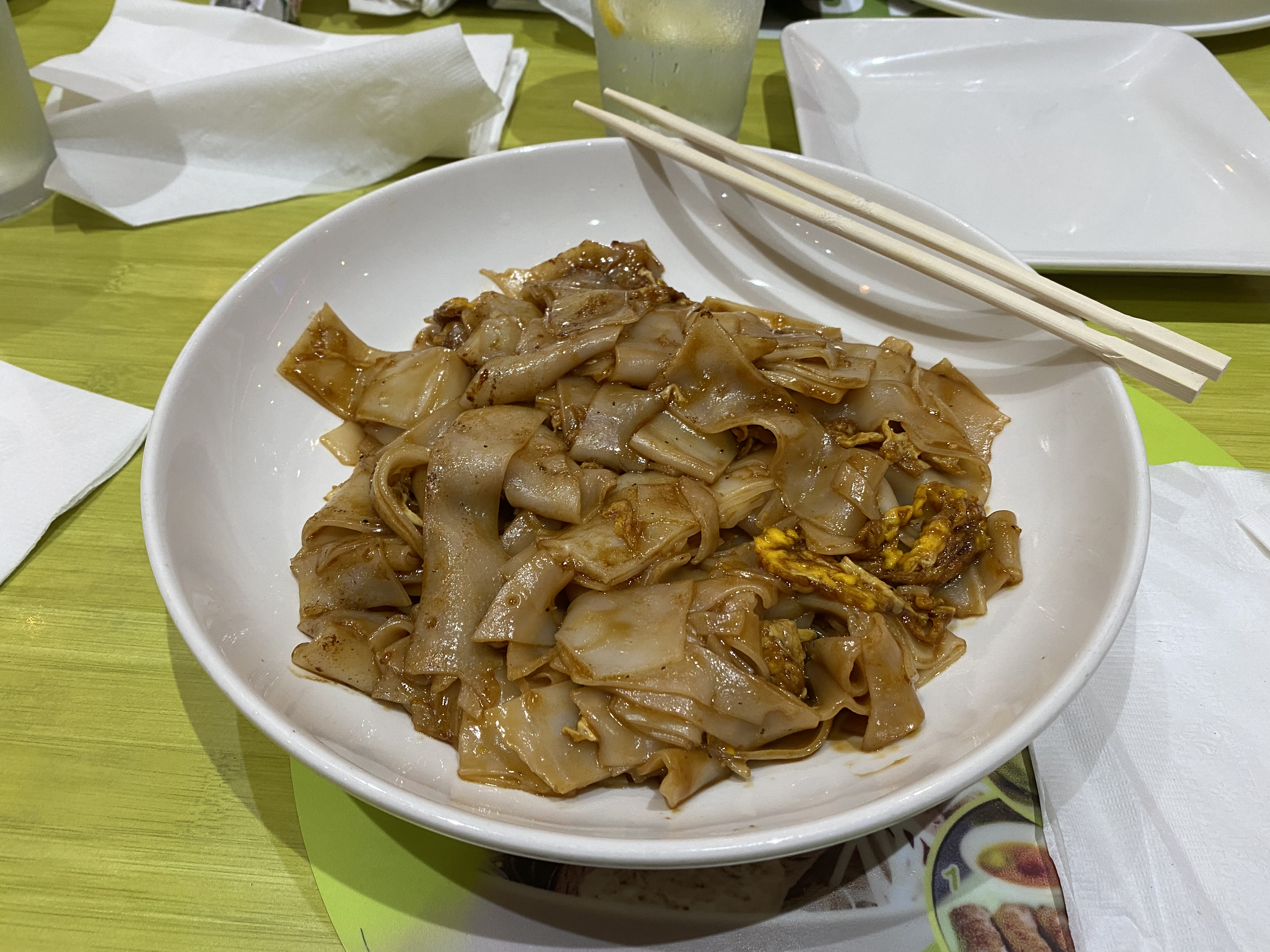
Otra variante del plato de fideos borrachos con fideos de arroz planos